# Frecuencia (álbum)
Frecuencia es el quinto álbum de estudio y el sexto en general del dúo Sin Bandera, publicado por la compañía discográfica Sony Music México.
El álbum se caracteriza por la fusión de ritmos entre la balada, el blues y el pop, conservando el estilo romántico de Leonel y Noel. Asimismo, el álbum fue presentado después de su sencillo «Nadie», retornando a la música después de una pausa a su anterior álbum Primera fila: Una última vez. Se desprenden del mismo, algunos sencillos como: «Ahora sé» y «Dime que sí» entre otros.

## Lista de canciones
| N.º | Título                   | Duración |  |
| 1.  | «Ahora sé»               | 3:40     |  |
| 2.  | «Dime que sí»            | 4:34     |  |
| 3.  | «Cuando te vuelva a ver» | 4:09     |  |
| 4.  | «Otro intento»           | 3:30     |  |
| 5.  | «Que eras tú»            | 4:21     |  |
| 6.  | «Nadie»                  | 4:14     |  |
| 7.  | «Directo a ti»           | 3:37     |  |
| 8.  | «Pronto»                 | 4:10     |  |
| 9.  | «En el amor»             | 5:17     |  |
| 10. | «Jamás»                  | 4:05     |  |

## Frecuencia Tour

### Fechas
| Fecha                    | Ciudad           | País                 | Recinto                                        |
| ------------------------ | ---------------- | -------------------- | ---------------------------------------------- |
| Latinoamérica            |                  |                      |                                                |
| 23 de septiembre de 2022 | Torreón          | México               | Coliseo Centenario Torreón                     |
| 1 de octubre de 2022     | Ciudad de México | México               | Arena Ciudad de México                         |
| 15 de octubre de 2022    | Ciudad Juárez    | México               | Estadio Juárez Vive                            |
| 28 de octubre de 2022    | Puebla           | México               | Auditorio Metropolitano                        |
| 3 de noviembre de 2022   | Azogues          | Ecuador              | Estadio Jorge Andrade Cantos                   |
| 5 de noviembre de 2022   | Riobamba         | Ecuador              | Recinto Ferial Macaji                          |
| 12 de noviembre de 2022  | Mérida           | México               | Foro GNP Seguros                               |
| 19 de noviembre de 2022  | Querétaro        | México               | Plaza de Toros Santa María                     |
| 2 de diciembre de 2022   | Tijuana          | México               | Plaza Monumental de Tijuana                    |
| 3 de diciembre de 2022   | Los Ángeles      | Estados Unidos       | Dodger Stadium                                 |
| 4 de febrero de 2023     | Monterrey        | México               | Arena Monterrey                                |
| 11 de febrero de 2023    | Asunción         | Paraguay             | SND Arena                                      |
| 13 de febrero de 2023    | Trujillo         | Perú                 | Club Trujillo                                  |
| 14 de febrero de 2023    | Lima             | Perú                 | Estadio San Marcos                             |
| 3 de marzo de 2023       | Tuxtla Gutiérrez | México               | Foro Chiapas                                   |
| 4 de marzo de 2023       | Xalapa           | México               | Gimnasio de la UV                              |
| 10 de marzo de 2023      | Tampico          | México               | Domo Madero                                    |
| 18 de marzo de 2023      | San José         | Costa Rica           | Estadio Nacional                               |
| 25 de marzo de 2023      | Villahermosa     | México               | Teatro al Aire Libre                           |
| 1 de abril de 2023       | Cuernavaca       | México               | Jardines de México                             |
| 15 de abril de 2023      | Oaxaca           | México               | Auditorio Guelaguetza                          |
| 23 de abril de 2023      | San Juan         | Puerto Rico          | Coliseo de Puerto Rico                         |
| 29 de abril de 2023      | Caracas          | Venezuela            | Poliedro de Caracas                            |
| 30 de abril de 2023      | Valencia         | Venezuela            | Wynwood Park                                   |
| 6 de mayo de 2023        | Mexicali         | México               | Auditorio PSF                                  |
| 13 de mayo de 2023       | Chihuahua        | México               | Expo Chihuahua                                 |
| 20 de mayo de 2023       | Santo Domingo    | República Dominicana | Palacio de los Deportes Virgilio Travieso Soto |
| 7 de junio de 2023       | Medellín         | Colombia             | City Hall el Rodeo                             |
| 8 de junio de 2023       | Bogotá           | Colombia             | Movistar Arena                                 |
| 10 de junio de 2023      | Buenos Aires     | Argentina            | Movistar Arena                                 |
| 16 de junio de 2023      | Santiago         | Chile                | Movistar Arena                                 |
| 17 de junio de 2023      | Mostazal         | Chile                | Casino Monticello                              |
| 18 de junio de 2023      | Concepción       | Chile                | Gimnasio Municipal de Concepción               |
| 20 de junio de 2023      | Puerto Montt     | Chile                | Arena Puerto Montt                             |
| 30 de junio de 2023      | Toluca           | México               | Teatro Morelos                                 |
| 1 de julio de 2023       | San Luis Potosí  | México               | El Domo                                        |
| 7 de julio de 2023       | Los Mochis       | México               | CUM Los Mochis                                 |
| 15 de julio de 2023      | Tegucigalpa      | Honduras             | Polideportivo UNAH                             |
| 21 de julio de 2023      | Mazatlán         | México               | Mazatlán International Center                  |
| 27 de julio de 2023      | Piedras Negras   | México               | Plaza de Toros Monumental Arizpe               |
| 29 de julio de 2023      | Cancún           | México               | Plaza de Toros                                 |
| Norteamérica             |                  |                      |                                                |
| 7 de septiembre de 2023  | Irving           | Estados Unidos       | The Pavilion At Toyota Music Factory           |
| 8 de septiembre de 2023  | Sugar Land       | Estados Unidos       | Smart Financial Centre                         |
| 9 de septiembre de 2023  | Laredo           | Estados Unidos       | Sames Auto Arena                               |
| 16 de septiembre de 2023 | Acapulco         | México               | Fórum de Mundo Imperial                        |
| 22 de septiembre de 2023 | San Antonio      | Estados Unidos       | Boeing Center at Tech Port                     |
| 23 de septiembre de 2023 | Hidalgo          | Estados Unidos       | Payne Arena                                    |
| 29 de septiembre de 2023 | El Paso          | Estados Unidos       | El Paso County Coliseum                        |
| 30 de septiembre de 2023 | Phoenix          | Estados Unidos       | Arizona Financial Theatre                      |
| 1 de octubre de 2023     | Coachella        | Estados Unidos       | Spotlight Showroom                             |
| 14 de octubre de 2023    | Miami            | Estados Unidos       | James L. Knight Center                         |
| 19 de octubre de 2023    | San Diego        | Estados Unidos       | Civic Theatre                                  |
| 21 de octubre de 2023    | Inglewood        | Estados Unidos       | YouTube Theater                                |
| 22 de octubre de 2023    | San José         | Estados Unidos       | San Jose Civic                                 |
| Sudamérica               |                  |                      |                                                |
| 26 de octubre de 2023    | Quito            | Ecuador              | Coliseo General Rumiñahui                      |
| 27 de octubre de 2023    | Guayaquil        | Ecuador              | Coliseo Voltaire Paladines Polo                |
| Norteamérica             |                  |                      |                                                |
| 2 de noviembre de 2023   | Nashville        | Estados Unidos       | Andrew Jackson Hall                            |
| 3 de noviembre de 2023   | Atlanta          | Estados Unidos       | Coca-Cola Roxy                                 |
| 4 de noviembre de 2023   | Charlotte        | Estados Unidos       | Ovens Auditorium                               |
| 10 de noviembre de 2023  | Monterrey        | México               | Arena Monterrey                                |
| 11 de noviembre de 2023  | Guadalajara      | México               | Plaza de Toros Nuevo Progreso                  |
| 25 de noviembre de 2023  | Orizaba          | México               | Coliseo La Concordia                           |
| 1 de diciembre de 2023   | Ciudad de México | México               | Auditorio Nacional                             |
| 2 de diciembre de 2023   | Puebla           | México               | Auditorio Metropolitano                        |
| 7 de diciembre de 2023   | Rosemont         | Estados Unidos       | Rosemont Theatre                               |
| 9 de diciembre de 2023   | Nueva York       | Estados Unidos       | United Palace                                  |
| 20 de enero de 2024      | Orlando          | Estados Unidos       | Amway Center                                   |
| 9 de febrero de 2024     | Culiacán         | México               | Teatro Griego                                  |
| 10 de febrero de 2024    | Hermosillo       | México               | C.U.M (Centro de Usos Múltiples)               |
| Sudamérica               |                  |                      |                                                |
| 14 de febrero de 2024    | Lima             | Perú                 | Costa 21 Multiespacio                          |
| Norteamérica             |                  |                      |                                                |
| 17 de febrero de 2024    | Mérida           | México               | Foro GNP Seguros                               |
| 2 de marzo de 2024       | Austin           | Estados Unidos       | Circuito de las Américas                       |
| 10 de marzo de 2024      | Querétaro        | México               | Auditorio Josefa Ortiz de Domínguez            |
| Sudamérica               |                  |                      |                                                |
| 21 de marzo de 2024      | Talca            | Chile                | Estadio Fiscal de Talca                        |
| 23 de marzo de 2024      | La Serena        | Chile                | Espacio El Faro                                |
| 21 de abril de 2024      | Copiapó          | Chile                | Estadio Luis Valenzuela Hermosilla             |
| 25 de abril de 2024      | Antofagasta      | Chile                | Estadio Sokol                                  |
| 27 de abril de 2024      | Viña del Mar     | Chile                | Anfiteatro de la Quinta Vergara                |
| 28 de abril de 2024      | Temuco           | Chile                | Gimnasio UFRO                                  |